# Azai Nagamasa
Azai Nagamasa (浅井 長政, 1545 – 26 September 1573) foi um daimyō japonês do período Sengoku conhecido como cunhado e inimigo de Oda Nobunaga.Nagamasa, era chefe do clã Azai sediado no Castelo Odani, no norte da província de Ōmi, e casou com a irmã de Nobunaga, Oichi, em 1564, sendo pai das suas três filhas - Yodo-dono, Ohatsu e Oeyo – que se tornaram figuras proeminentes por mérito próprio.
Nagamasa tornou-se um dos inimigos de Nobunaga em 1570 devido à aliança Azai com o clã Asakura, e lutou contra Nobunaga em grandes batalhas, incluindo a Batalha de Anegawa .  Nagamasa e o seu clã foram derrotados por Nobunaga em agosto de 1573, e ele cometeu seppuku durante o cerco do Castelo de Odani . 

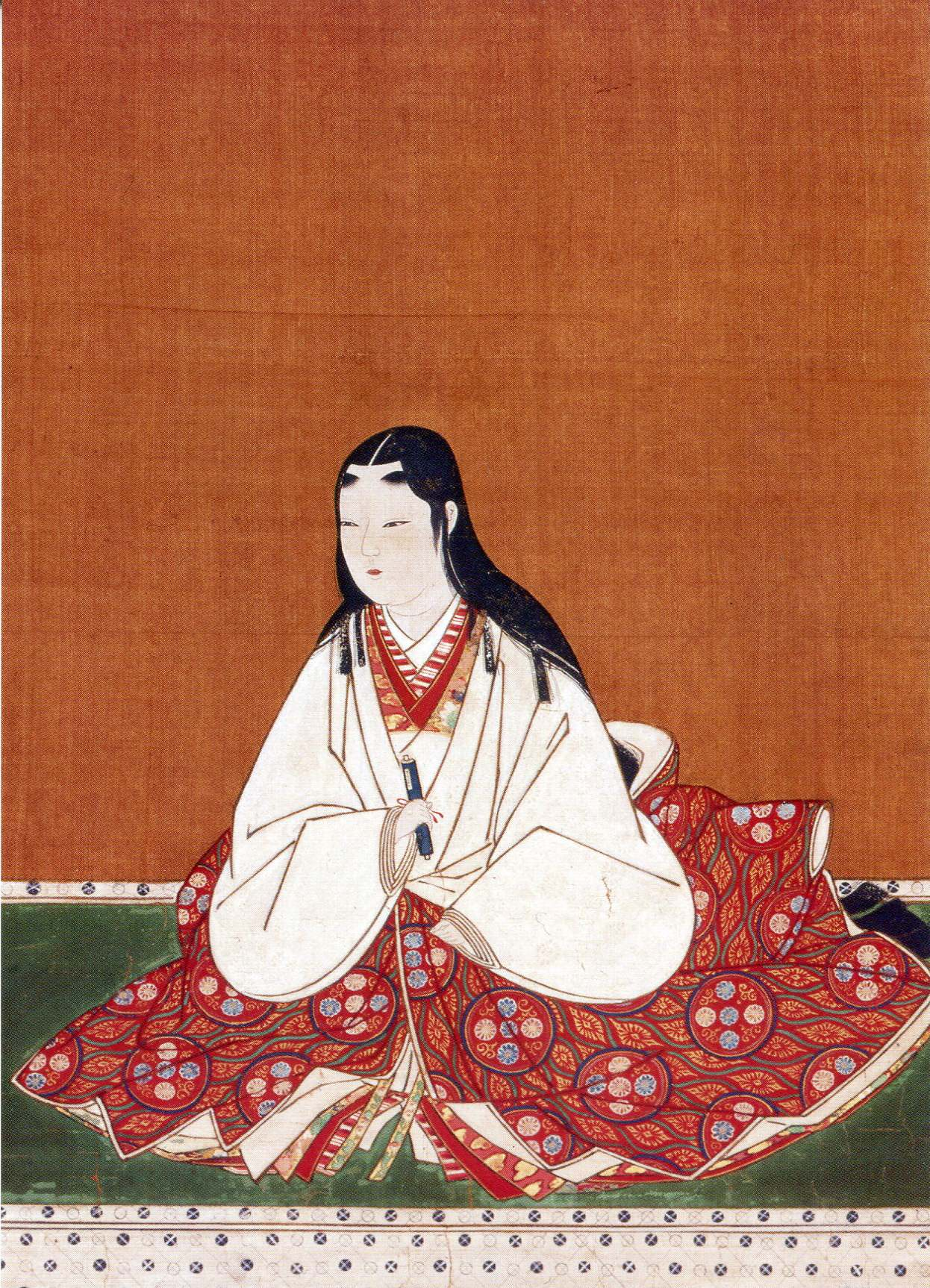
Oichi

## Família
- Pai: Azai Hisamasa (1526–1573)
- Mãe: Ono-dono (1527–1573)
- Esposas:
  - filha de Hirai Sadatake
  - Oichi
- Concubina: Yae no Kata
- Irmãs:
  - Akuhime (1538–1585)
  - Omi no Kata
  - Kyōgoku Maria (1543–1618)
- Esposa: Oichi (1547–1583)
- Crianças:
  - Chacha, ou Yodo-dono (1569–1615), também conhecida como Daiko'in, concubina de Toyotomi Hideyoshi e mãe do herdeiro de Hideyoshi , Hideyori
  - Hatsu (1570–1633), esposa do sengoku daimyō Kyōgoku Takatsugu
  - Oeyo (1573–1626), ou Sūgen'in, esposa do segundo xogum Tokugawa, Hidetada, e mãe de seu sucessor e filho mais velho, Iemitsu .
  - Manpukumaru ( c. 1563 – 1573) Morto por Nobunaga.
  - Manjumaru
  - Shichiro mais tarde Azai Nagaakira, nascido de Yae no Kata
  - Enjumaru depois Azai Seiji
  - Kusu no Tsubone (mais tarde Hokoin, concubina de Toyotomi Hideyoshi)
  - Gyobukyo no Tsubone (1570–1661), babá de Senhime